# Fèlix i Adaucte
Fèlix i Adaucte (morts a Roma, c. 302 o 303) foren dos joves cristians, morts com a màrtirs. Són venerats com a sants per diverses confessions cristianes.

## Llegenda
Fèlix era un sacerdot cristià de Roma. Durant la persecució de Dioclecià, aquest prevere fou portat pel prefecte Drac davant l'altar dels déus Serapis, Mercuri i Diana perquè hi fes sacrificis. Fèlix pregà i les imatges dels ídols van caure a terra, per la qual cosa fou condemnat a mort.
Després de la tortura de l'eculi (el poltre), pronunciada la sentència, va ser menat al punt on havia de ser degollat. Mentre era portat al lloc d'execució, se li aplegà un altre jove que va confessar espontàniament que també era cristià i fou mort amb ell. Aquest jove, de qui no se sabia el nom, fou anomenat Adauctus (que en llatí vol dir «afegit»). Tots dos van ésser decapitats. Sant Fèlix, prevere, va morir amb el seu company improvisat als voltants de l'any 302, i van ser enterrats a la catacumba de Commodil·la, vora la Via Ostiense.
Les actes del martiri es publicaren al martirologi d'Adó, però semblen poc versemblants i embellides per detalls erronis: no hi ha notícia de cap prefecte anomenat Drac, i potser es tracta d'una mala interpretació d'alguna inscripció referida a un altre Fèlix.

## Veneració
Venerats des d'antic, ja es troben al sacramentari de Gregori el Gran i als martirologis antics. Algunes fonts van citar els dos sants com a germans. La menció més antiga es troba en un poema del papa Damas I que lloa el prevere Verus per haver ornat el sepulcre dels sants. El seu sepulcre esdevingué un conegut lloc de peregrinació. Sobre la seva tomba, a les catacumbes de Commodil·la, a la Via Ostiense, s'aixecà una església que desaparegué. Propera a la basílica de Sant Pau Extramurs, se'n descobriren restes el 1905.
Segons la historiadora Maria Chiara Celleti, el Papa Lleó IV (847-855) va fer entrega de les relíquies d'aquest sant, l'any 850, a Irmengarda (o Ermengarda), esposa de Lotari I, que les donà a l'abadia d'Eschau (Alsàcia). Això contribuí a estendre el culte als sants per l'Europa septentrional. D'aquí es portaren a la Catedral de Sant Esteve de Viena en 1361. Se'n diu que hi ha cranis atribuïts als sants a Anjou (França) i Colònia (Alemanya). L'abadia d'Andechs (Baviera) també diu tenir-ne relíquies, donades per Honori III.

## Confusió amb Sant Fèlix, patró de Vilafranca
L'any 1700 van arribar a Vilafranca del Penedès les relíquies d'un Sant Fèlix màrtir, que no s'ha de confondre amb els sants Fèlix i Adaucte, malgrat que en ambdós casos la seva festa sigui el 30 d'agost. Les relíquies de Sant Fèlix, patró de Vilafranca del Penedès, corresponen a un màrtir romà anomenat Fèlix que havia estat sepultat a la catacumba de Calepodi, situada al tercer mil·liari de la via Aurèlia.